# Peter Wessel Tordenskiold

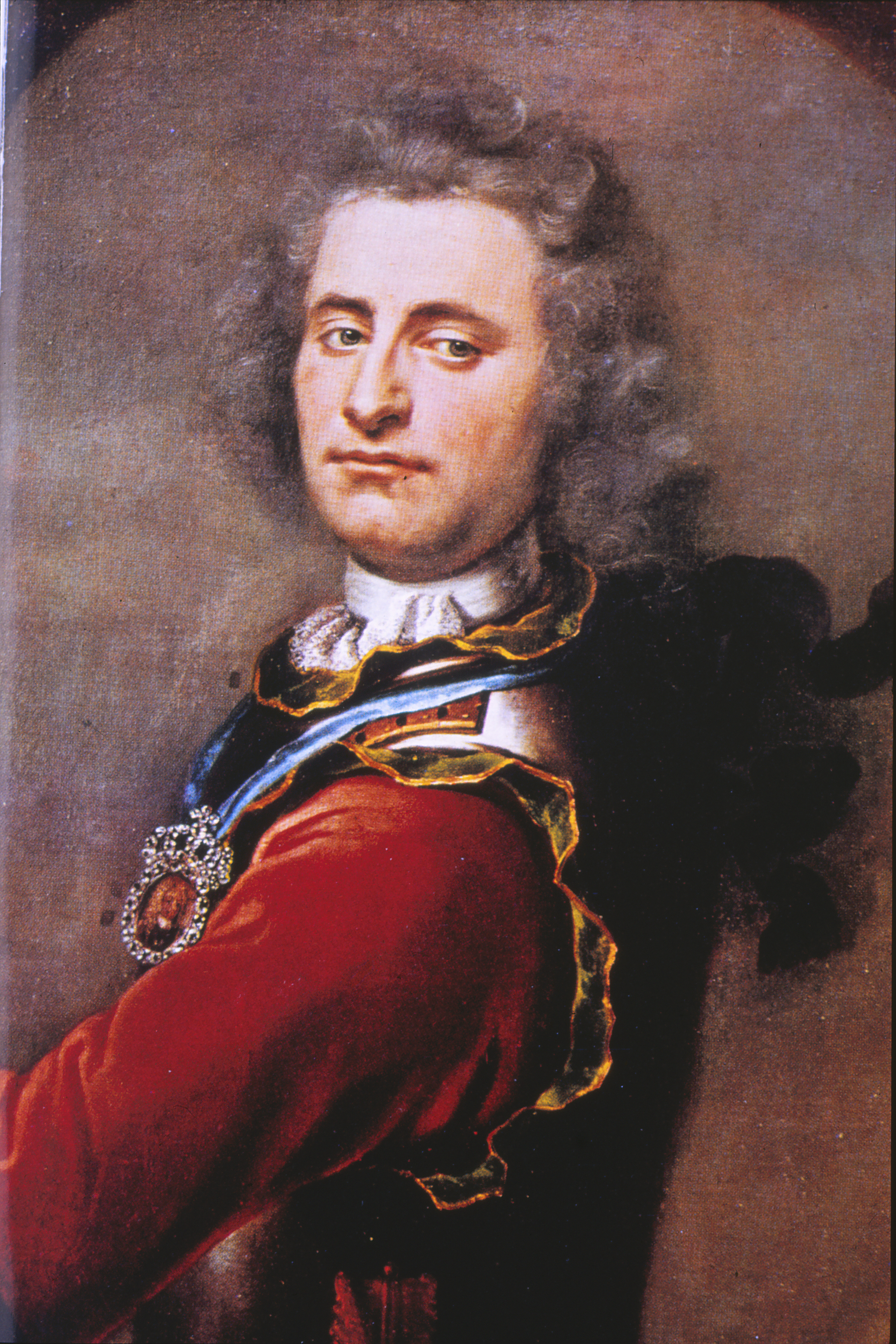
Peter Wessel (1719)

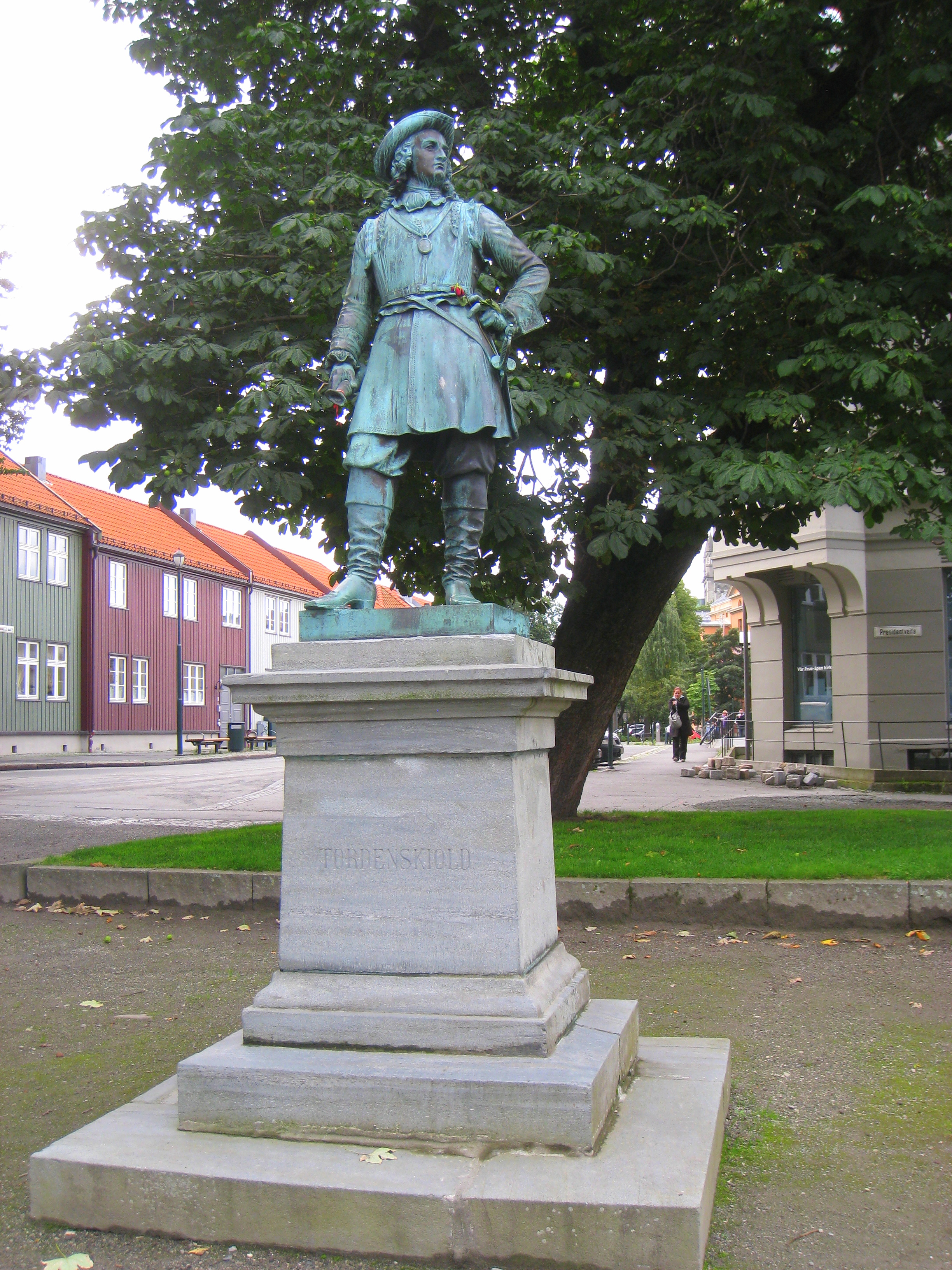
Statue von Tordenskiold in Trondheim

Peter Wessel Tordenskiold (modernes Norwegisch: Tordenskjold; geboren als Peter Jansen Wessel, * 28. Oktoberjul. / 7. November 1690greg. in Trondheim, Norwegen; † 12. November 1720 in Gleidingen) war ein dänisch-norwegischer Marineoffizier während des Großen Nordischen Krieges. Sein Wagemut und Geschick bescherten ihm Erfolge in mehreren Seeschlachten gegen die schwedische Flotte und verhalfen ihm zu einem schnellen Aufstieg und 1716 zu einem Adelstitel. Kurz nach Ende des Krieges starb er in einem Duell gegen einen schwedischen Offizier.

## Leben
Peter Wessel war das zehnte Kind des Ratsherrn Jan Wessel.

### Marineoffizier
Als Jugendlicher ging er heimlich auf ein Schiff nach Kopenhagen, wo sich der königliche Kaplan Peder Jespersen seiner annahm, ihm einen Platz auf einem Westindienfahrer und schließlich am 11. Januar 1709 im Königlichen Marine-Kadetten-Korps verschaffte. Er fuhr nach Ostindien, wurde am 7. Juli 1711 Leutnant und kurz darauf Kommandant der Vier-Kanonen-Schaluppe Ormen (deutsch: die Schlange), mit der er Erkundungsfahrten an der schwedischen Küste unternahm.
Durch Protektion des norwegischen Admirals Baron Waldemar Løwendal und entgegen den Wünschen der dänischen Admiralität, die ihn trotz (oder gerade wegen) seines Wagemuts und seemännischen Geschicks für unzuverlässig hielt, erhielt er im Juni 1712 das Kommando auf der 20-Kanonen-Fregatte Løvendals Gallej. Der Nordische Krieg war damals in einer ruhigeren Phase, während der schwedische König Karl XII. im Exil in der Türkei weilte, und Wessels Aufgabe bestand meist darin, Handels- und Transportschiffe, mit denen Schweden die Verbindungen in seine deutschen Provinzen aufrechterhielt, aufzubringen.
Wessels eigenwilliges Vorgehen schuf ihm Feinde bei der dänischen Marine und er wurde sogar vor ein Kriegsgericht gestellt. Der norwegisch-dänische König Friedrich IV. fand aber Gefallen an ihm, schlug das Verfahren nieder und beförderte ihn zum Kapitän. Als Karl XII. 1715 aus seinem Exil zurückkehrte und der Nordische Krieg wieder aufflammte, zeichnete sich Wessel bei kleinen Gefechten vor der Küste Schwedisch-Pommerns sowie in der Seeschlacht bei Fehmarn im April 1715 aus. Am 24. Februar 1716 wurde er unter dem Namen Tordenskiold („Donnerschild“) geadelt.
Als Karl XII. 1716 die norwegische Festung Frederikshald belagerte, zwang ihn Tordenskiold durch Vernichtung seiner Versorgungsflotte, die im engen Dynekil-Fjord ankerte, zunächst zur Aufgabe. Zur Belohnung wurde Tordenskiold befördert und erhielt das Kommando der Kattegat-Flottille. Sein jüngerer Bruder Caspar Wessel (1693–1768), der sich als Marineoffizier u. a. in der Seeschlacht bei Jasmund (1715) bewährt hatte, stand ihm dabei als Kapitän zur Seite. Anfang 1717 zerstörte Tordenskiold Teile der schwedischen Flotteneinheiten in Göteborg, mit denen die Schweden die Verbindungswege zwischen Dänemark und Norwegen bedrohten. Da er dabei nicht alle Operationsziele erreichte, versuchten seine Feinde in der dänischen Marine ihn wieder durch ein Kriegsgerichtsverfahren zu stürzen, dem er aber 1718 durch energisches Eingreifen seines Patrons Admiral Ulrik Christian Gyldenløve entging.
Mit dem Tod von Karl XII. im Dezember 1718 vor der Festung Frederikshald war der Große Nordische Krieg größtenteils beendet. Tordenskiold wurde zum Vizeadmiral befördert und zeichnete sich noch einmal durch die Eroberung der von den Schweden gehaltenen Festung Carlsten in Marstrand durch eine Kriegslist aus. Tordenskiold hatte nur 700 Mann, machte bei Übergabeverhandlungen den schwedischen Offizier aber zuerst betrunken, um ihm dann an den verschiedenen Toren der Festung dieselben Soldaten immer wieder neu vorzuführen. Von einer dänischen Übermacht überzeugt, übergab der Kommandant schließlich die Festung. Bei dieser Gelegenheit konnte Tordenskiold auch die schwedische Göteborg-Flottille, die ihm zuvor teilweise entkommen war, endgültig vernichten bzw. deren Schiffe aufbringen.

### Tod im Duell

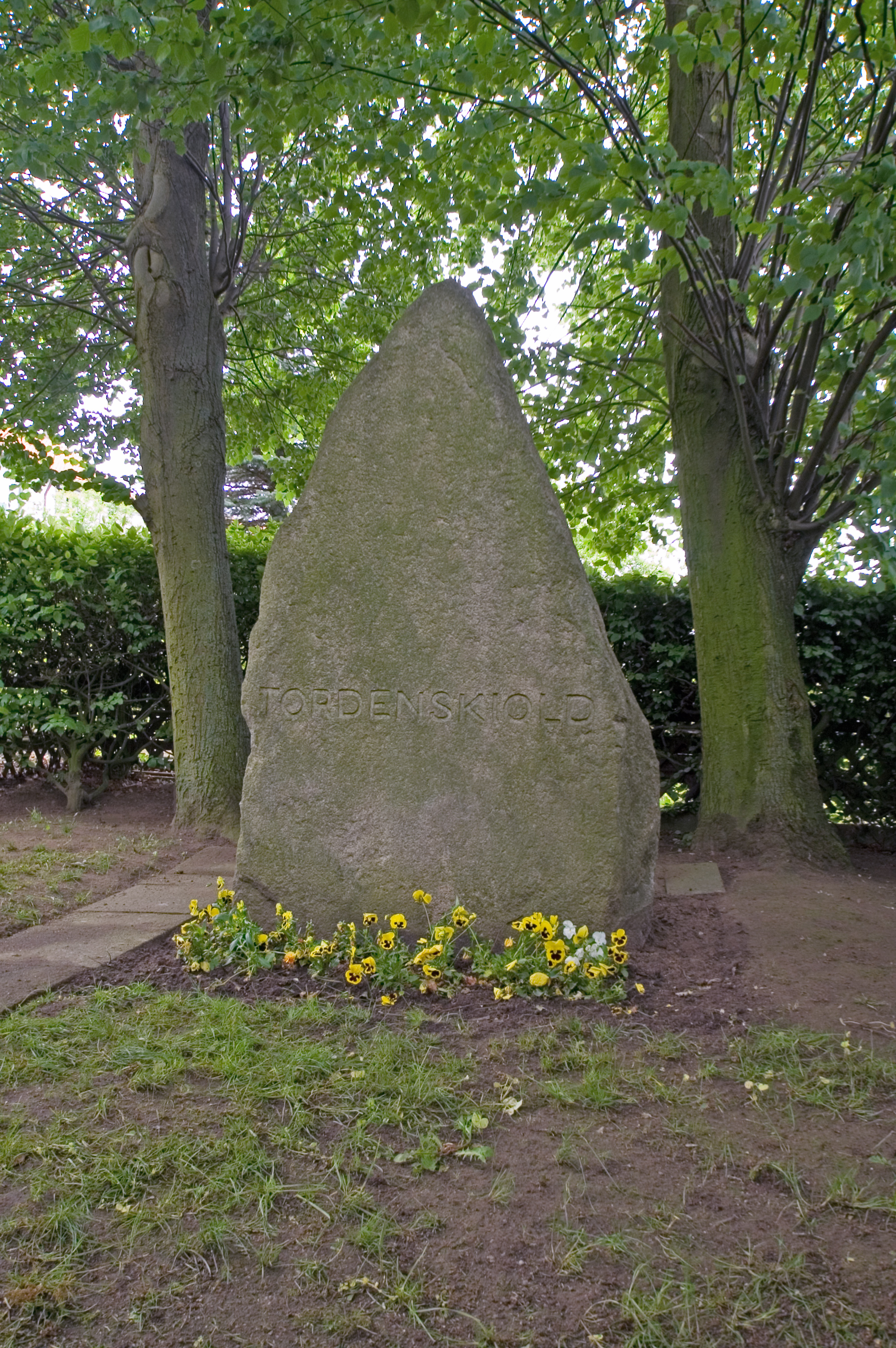
Gedenkstein in Gleidingen

Nach dem Frieden von Frederiksborg am 23. Juli 1720 ließ sich Tordenskiold beurlauben und ging auf Reisen. Am Kurfürstlichen Hof in Hannover, wo Georg I. auf einem seiner vielen Besuche aus England weilte, traf er auf den schwedischen Oberst Jakob Axel Staël von Holstein.
Beim Kartenspiel kam es zu einem Streit. Tordenskiold beschuldigte den Berufsspieler Stael, einen dänischen Landsmann beim Spiel betrogen zu haben. Es folgte eine handgreifliche Auseinandersetzung, die mit einer Duellforderung durch Stael endete. Weil Zweikämpfe mit Waffen im Kurfürstentum Hannover verboten waren, fand der Kampf am 12. November 1720 im benachbarten Bistum Hildesheim auf der Sehlwiese bei Gleidingen statt. Tordenskiold hatte die Wahl der Waffen und wählte zunächst Pistolen, mit denen er sehr erfahren war. Stael umging dies aber, indem er dem Sekundanten mit den Pistolen weismachte, das Duell sei abgesagt. Nach anderer Darstellung teilte Tordenskiolds Sekundant, Oberstleutnant Georg Otto von Münchhausen, Vater des Hieronymus von Münchhausen, ihm mit, der kurzsichtige Stael sei bereits abgereist, so dass sich Pistolen erübrigten und man nur pro forma zum Duellplatz reise.
Am Duellplatz fand Tordenskiold im Morgengrauen dann allerdings eine Gruppe von 20 Personen vor. Das Duell wurde nun mit Degen ausgetragen (nach anderen Angaben hatte Tordenskiold nur ein Rapier, Stael dagegen ein schwedisches Langschwert) und Tordenskiold erhielt beim ersten Waffengang einen Stich durch den rechten Oberarm in die Brust. Eine Hauptschlagader war getroffen und er verblutete. Sowohl Stael, der von dem französisch-schwedischen Abenteurer Sicre begleitet war, als auch Münchhausen verließen den Duellplatz sofort, ohne sich um Tordenskiold zu kümmern, der in den Armen seines Kammerdieners auf dem Platz verstarb.
Die Darstellungen seines Todes gehen aber auseinander. Nach anderen Darstellungen wurde er über die Grenze zurück ins Hannöversche nach Rethen gebracht, wo er in einem Gasthaus starb. Insbesondere das Verhalten der Sekundanten hat später Verdächtigungen Nahrung gegeben, der Tod sei die Folge einer Verschwörung gewesen.
Sein Leichnam wurde in Rethen (oder Grasdorf) aufgebahrt, nach Kopenhagen überführt und in der Holmens Kirke in aller Stille beigesetzt (nur wenige Freunde waren anwesend), da Duellanten in Dänemark damals keine kirchliche Beisetzung erhielten. Andere Quellen sprechen von einer Intrige von Seiten der dänischen Admiralität, die eine würdige Beisetzung verhinderte. 1817 ließ König Frederik VI. Tordenskiold ein Grabmal in einer Seitenkapelle der Holmenkirche errichten.

## Gedenken

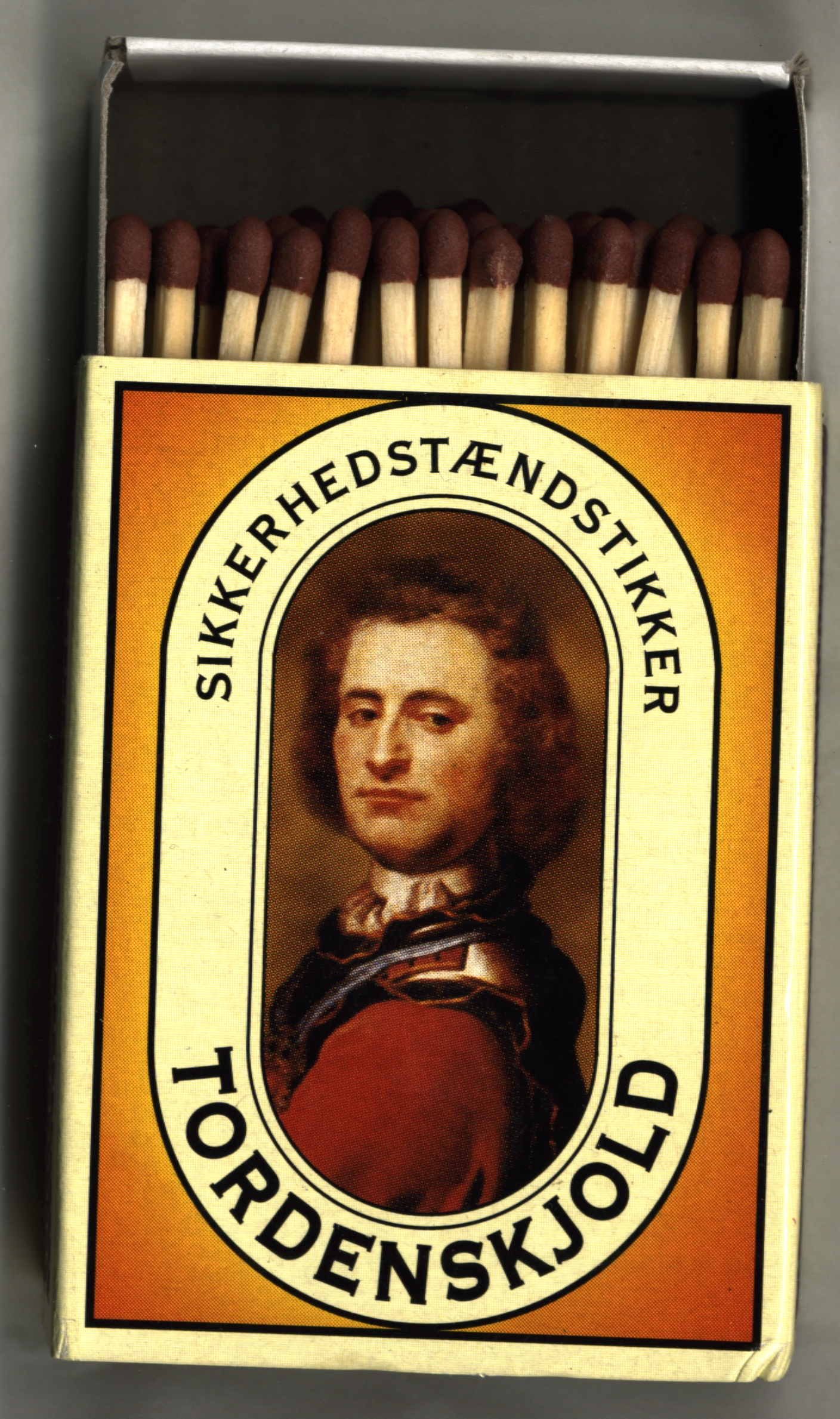
Dänische Streichholzschachtel mit Bildnis des Peter Wessel Tordenskjold

Zur Erinnerung an ihn wurde 1961 ein Gedenkstein in Gleidingen in der Tordenskioldstraße aufgestellt. Seit 1974 bestehen freundschaftliche Verbindungen zu den dänisch-norwegischen Tordenskiold-Gesellschaften. Jedes Jahr kommen zahlreiche Dänen und Norweger zu Besuch.
In Dänemark und Norwegen gibt es mehrere Denkmäler für Peter Wessel, so in Oslo, Trondheim und Frederikshavn.
Volksliedartigen Charakter hat das populäre dänische Lied Jeg vil sjunge om en helt (Ich will von einem Helden singen), das in zahlreichen Strophen Tordenskiolds Leben und Taten besingt. Verfasser ist Gotfred Benjamin Rode (1830–1878), die Melodie ist angeblich eine alte Volksliedweise, möglicherweise ursprünglich tschechischer Herkunft.
Tordenskiold, der als größter Held im Nordischen Krieg galt, wird sowohl in der dänischen Königshymne als auch in der norwegischen Nationalhymne erwähnt.
1910 entstand der dänische Stummfilm Peter Tordenskjold nach einem Roman von Carit Etlar.

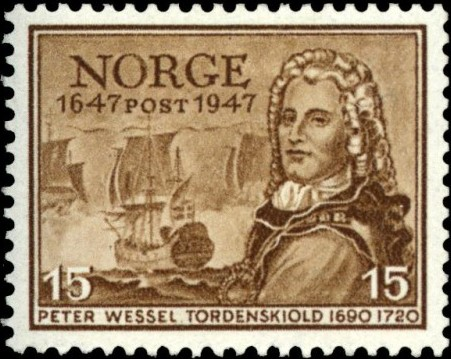
Briefmarke von 1947

Im Jahre 1947 gab die norwegische Post eine Briefmarke mit dem Peter Wessels Porträt vor einer Seeszene heraus; im Jahr 1990, anlässlich seines 300. Geburtstages, wurde ein weiterer, aus zwei verschiedenen Marken bestehender, Satz herausgegeben.
In Dänemark werden die traditionsreichen Streichhölzer Sikkerhedstændstikker vertrieben. Auf deren Schachteln sind ein Bild und der Name Tordenskjolds aufgedruckt.

## Namensgeber
- Eine ganze Reihe von Schiffen erhielt den Namen Tordenskiold bzw. Tordenskjold:
  - Kriegsschiffe
    - der dänischen Marine: eine von 1854 bis 1872 in Dienst befindliche Fregatte, das 1882 in Dienst gestellte Küstenpanzerschiff Tordenskjold und die von 1982 bis 2009 in Dienst befindliche Korvette Peter Tordenskiold
    - der norwegischen Marine: das von 1898 bis 1948 in Dienst befindliche Küstenpanzerschiff Tordenskjold

  - Auch mehrere zwischen Dänemark und Norwegen verkehrende Fährschiffe trugen zwischen 1937 und 2007 den Namen Peter Wessel. Sie gehörten den Reedereien „Larvik-Frederikshavnferjen A/S“, ihrem Nachfolger „Larvik Line“ und schließlich der „Color Line“ an, die die „Larvik Line“ im Jahr 1997 aufkaufte. Die (vorläufig) letzte Fähre dieses Namens befuhr von 1984 bis 2007 den Skagerrak, ehe sie nach Italien verkauft wurde.
  - Außerdem waren ein Passagier- und Frachtschiff auf dem Binnensee Mjøsa (1876), ein einmastiges hölzernes Rettungsschiff (1889) und ein kombiniertes Passagier- und Stückgutschiff (1906) nach Tordenskjold benannt.
- Das Ausbildungs- und Kompetenzzentrum der Königlich Norwegischen Marine in Bergen ist nach Tordenskjold benannt.[9]